# Ditrichum cornubicum
Ditrichum cornubicum är en bladmossart som beskrevs av Paton 1976. Ditrichum cornubicum ingår i släktet grusmossor, och familjen Ditrichaceae. IUCN kategoriserar arten globalt som starkt hotad. Inga underarter finns listade i Catalogue of Life.